# Bahuda
Die Bahuda ist ein Fluss im Osten Indiens in den Bundesstaaten Odisha und Andhra Pradesh.
Die Bahuda entspringt in den Singharaj Hills, einem Höhenzug der Ostghats, im Distrikt Gajapati.
Sie fließt zu Beginn 15 km in nordnordöstlicher Richtung, bevor sie von der Baghalati-Talsperre aufgestaut wird. Sie fließt ein Stück weiter entlang der Ostflanke der Ostghats in nordöstlicher Richtung. Nach insgesamt 40 km wendet sich die Bahuda nach Süden. Sie durchfließt die Küstenebene. Ihr Unterlauf liegt in Andhra Pradesh. Die Stadt Ichchapuram liegt an ihrem linken Flussufer.
Die Bahuda durchfließt die Lagune Bahuda Muhana Sagar, die an der Grenze zu Odisha verläuft, und mündet schließlich in den Golf von Bengalen.
Die Bahuda ist 96 km lang. Ihr Einzugsgebiet umfasst 1118 km², wovon 890 km² in Odisha und 228 km² in Andhra Pradesh liegen.